# Club Deportivo Árabe Unido
El Club Deportivo Árabe Unido és un club panameny de futbol de la ciutat de Colón.

## Història
El Deportivo Árabe Unido va ser fundat el 28 d'abril de 1994.
Començà a jugar a les Lligues Recreatives de la comunitat de Lucha Franco, Corregiment d'Alcalde Díaz, l'any 1990, amb el nom de Club Atlético Argentina. El 1991 ingressà a la Lliga del Districte de San Miguelito, on tingué destacades actuacions. El 1993 es creà la Comisión de Fútbol No Aficionado (COFUNA) on ingressà amb el nom d'Atlético Argentina, finalitzant en 4a posició. El 1994 la COFUNA passà a ser la Liga Nacional de Fútbol No Aficionado (LINFUNA) on el club fou campió les dues temporades que es disputà. El 1996 ingressà a l'ANAPROF. L'empresari Gerardo Sabat es feu càrrec del club, el professionalitzà i li canvià el nom per l'actual d'Árabe Unido.

## Palmarès
- Lliga panamenya de futbol: 3
  - 1998-99, 2001, 2004

- LINFUNA: 2
  - 1994-95; 1995-96